# Portret Eugenii Dunin-Borkowskiej
Portret Eugenii Dunin-Borkowskiej (Portret oficjalny pani Bork, Portret kobiety w fotelu) – obraz olejny namalowany przez Stanisława Ignacego Witkiewicza w 1912.
Dzieło znajduje się w zbiorach Muzeum Narodowego w Krakowie (nr inw.: MNK II-b-3290) i jest eksponowane w Galerii Sztuki Polskiej XX wieku. Wymiary obrazu to: wysokość – 86,8 cm, szerokość – 76 cm. Na obrazie znajduje się sygnatura Ignacy Witkiewicz 1912.
Obraz jest jednym z kilkunastu portretów Eugenii Dunin-Borkowskiej – poetki i aktorki, żony Władysława Dunin-Borkowskiego – namalowanych przez Witkiewicza w latach 1909–1912 w Zakopanem. Na tym portrecie Dunin-Borkowska ukazana została jako wytworna dama.

## Udział w wydarzeniach
Obraz był lub jest prezentowany m.in. na poniższych wystawach:
- Zawsze Młoda! Polska sztuka około 1900, 2012-09-26 – 2013-09-29; Krystyna Kulig-Janarek
- Portret kobiety – historie malowane, 2019-02-01 – 2019-05-31; Muzeum Zamojskie w Zamościu
- Zawsze Młoda! Polska sztuka około 1900, 2015-10-29 – 2016-01-31; Krystyna Kulig-Janarek, Bogusław Ruśnica, Muzeum Narodowe w Krakowie
- XX + XXI. GALERIA SZTUKI POLSKIEJ, 2021-10-14 – 2030-12-31; Muzeum Narodowe w Krakowie